# روبرت كلارك (ممثل)
روبرت كلارك (بالإنجليزية: Robert Clark)‏ هو ممثل أمريكي، ولد في 14 مارس 1987 بشيكاغو في الولايات المتحدة.

## أعمال

### مسلسلات
- فيرونيكا مارس

## وصلات خارجية
- روبرت كلارك (ممثل) على موقع IMDb (الإنجليزية)
- روبرت كلارك (ممثل) على موقع ألو سيني (الفرنسية)
- روبرت كلارك (ممثل) على موقع أول موفي (الإنجليزية)
- روبرت كلارك (ممثل) على موقع إن إن دي بي (الإنجليزية)
- روبرت كلارك (ممثل) على موقع قاعدة بيانات الفيلم (الإنجليزية)
- روبرت كلارك (ممثل) على موقع كينوبويسك (الروسية)